# サーソー子爵

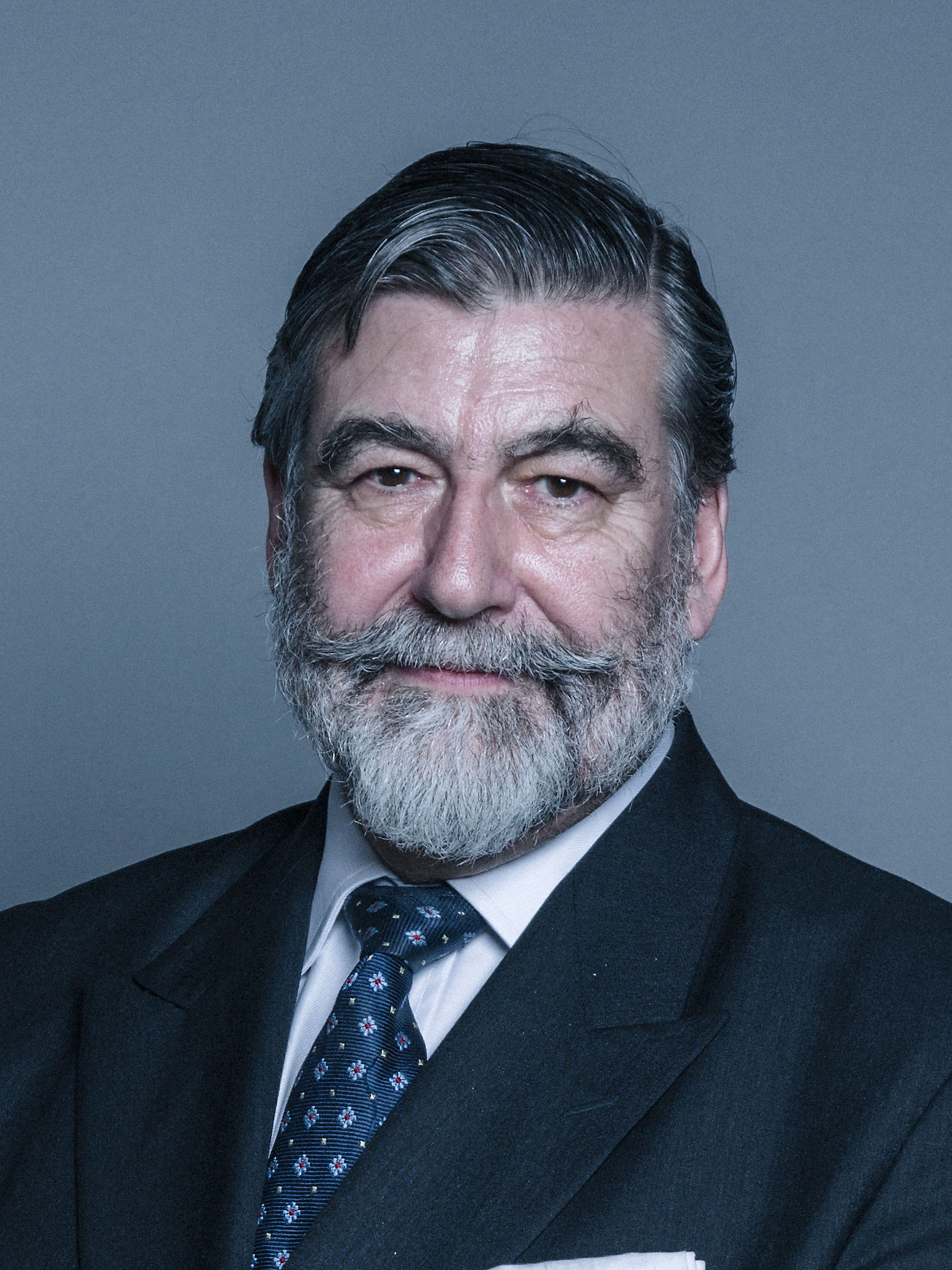
第3代サーソー子爵
1999年の貴族院改革以降も世襲貴族として貴族院に在籍。

サーソー子爵 (サーソーししゃく、英語: Viscount Thurso) は、イギリスの子爵、貴族。連合王国貴族。元自由党党首サー・アーチボルド・シンクレアが1952年に叙されたことに始まる。
シンクレア家は前身として準男爵位を保持しており、本項ではその歴史についても触れる。

## 歴史

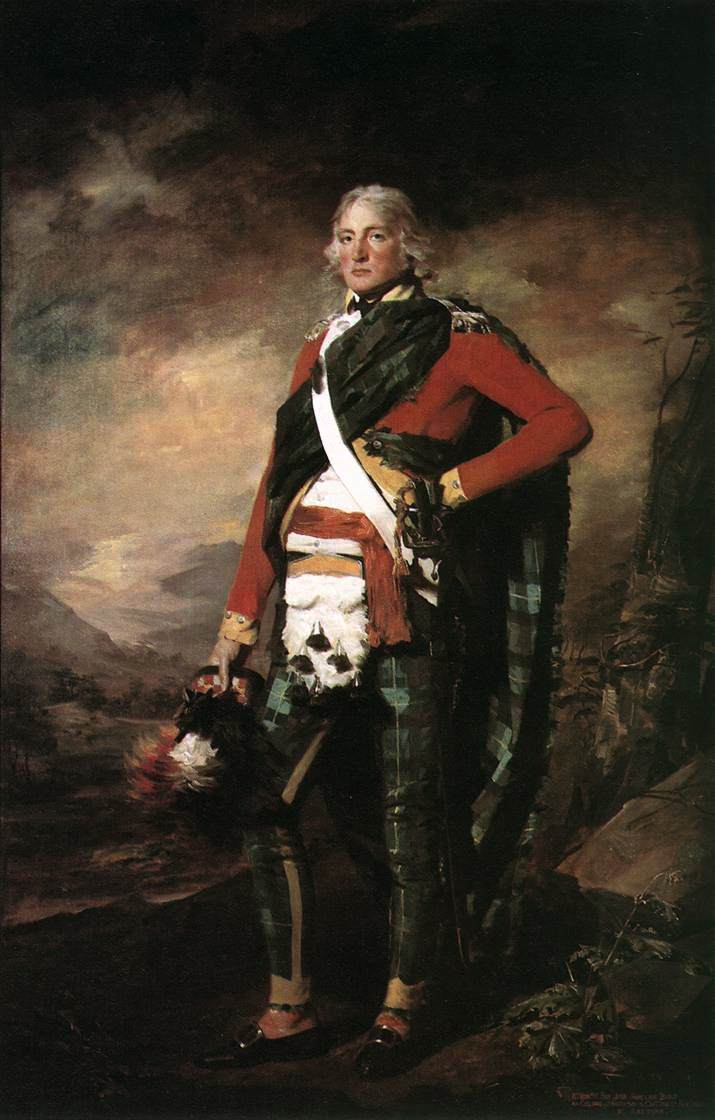
子爵家の祖 サー・ジョン・シンクレア

庶民院議員サー・ジョン・シンクレア(1754-1835)は統計学・農学の専門家として知られ、『英国歳入史(History of the Public Revenue of Great Britain)』や『健康長寿事典(Code of Health and Longevety)』といった著書を記した人物である。そのジョンが1786年に（ケイスネス州ウルブスターの)準男爵(Baronet, of Ulbster in the County of Caithness)を得ており、彼が子爵家に連なる始祖となる。
2代準男爵ジョージ(1790–1868)は大陸を流浪したのち、父同様に文筆業を生業として紀行文・随筆を残している。
3代準男爵ジョン(1824-1912)は庶民院議員やケイスネス副統監を務めている。ジョンの死去時、その息子クラレンス・シンクレアは父に先立って死去していたため、孫アーチボルドが準男爵位を継承した。
4代準男爵アーチボルド(1890-1970)は自由党党首や幹事長を歴任した政治家であった。引退後の1952年にケイスネス州ウルブスターのサーソー子爵(Viscount Thurso, of Ulbster in the County of Caithness)に叙されて子爵家を興した。以降は彼の直系男子による爵位継承が続いている。
その孫の3代子爵ジョン(1953-)は1999年の貴族院法施行に伴って強制的に議席を喪失したものの、2001年に庶民院議員に立候補して世襲貴族ながら当選を果たしている。その後、2015年総選挙により失職したが、翌年に第4代エーヴベリー男爵エリック・ラボックが死去したため、互選を経て再度貴族院議員となり現在に至る。

一族の邸宅は、ケイスネス地方にあるサーソー城、ハートフォードシャー州チャンプニズ近郊のオーカード・コテージ。
紋章に刻まれるモットーは『善行は窮まるところを知らず(Ad Astra Virtus)』、『最善を愛す(J'Aime Le Meilleur)』。

## 現当主の保有爵位

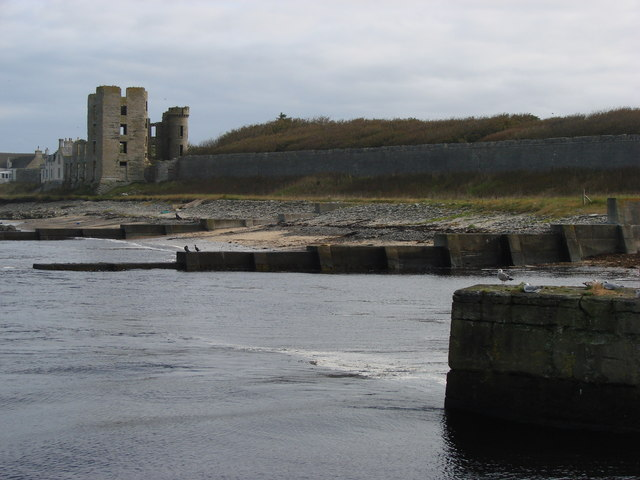
サーソー城
サーソー子爵家の居城。現在はほとんどが廃墟だが、一部は現在もシンクレア家の邸宅となっている。

現当主である第3代サーソー子爵ジョン・アーチーボルド・シンクレアは、以下の爵位を有している。
- 第3代ケイスネス州ウルブスターのサーソー子爵(3rd Viscount Thurso, of Ulbster in the County of Caithness)
(1952年4月10日の勅許状による連合王国貴族爵位)
- (第6代ケイスネス州ウルブスターの)準男爵(6th Baronet, of Ulbster in the County of Caithness)
(1786年2月14日の勅許状によるグレートブリテン準男爵位)

## 一覧

### (ウルブスターの)準男爵 (1786年)
- 初代準男爵サー・ジョン・シンクレア（英語版） (1754–1835)
- 第2代準男爵サー・ジョージ・シンクレア（英語版） (1790–1868)
- 第3代準男爵サー・ジョン・ジョージ・トルマッシュ・シンクレア（英語版）(1824–1912)
  - クラレンス・シンクレア (1858–1895)
- 第4代準男爵サー・アーチボルド・ヘンリー・マクドナルド・シンクレア（英語版） (1890–1970) (1952年にサーソー子爵叙爵)

### サーソー子爵（1952年）
- 初代サーソー子爵アーチボルド・ヘンリー・マクドナルド・シンクレア（英語版）(1890–1970)
- 第2代サーソー子爵ロビン・マクドナルド・シンクレア（英語版） (1922–1995)
- 第3代サーソー子爵ジョン・アーチーボルド・シンクレア（英語版） (1953-)

爵位の法定推定相続人は、現当主の息子であるジェイムズ・アレクサンダー・ロビン・シンクレア閣下 (1984-)。